# Motul (kommun)
Motul är en kommun i Mexiko.   Den ligger i delstaten Yucatán, i den östra delen av landet, 1 000 km öster om huvudstaden Mexico City. Antalet invånare är 33 978. Arean är 298 kvadratkilometer.
Terrängen i Motul är mycket platt.
Följande samhällen finns i Motul:
- Motul
- Kaxatah
- Kancabal
- Dzununcán
- Santa Cruz Pachón
- Kambul